# Ступа Мира
Сту́па Ми́ра, Паго́да Ми́ра — это буддийская ступа, созданная для единения людей всех рас и вероисповеданий в поисках мира и спокойствия.
Большинство таких ступ было построено под руководством Нитидацу Фудзии — буддистского монаха из Японии, основателя Ниппондзан Мёходзи. Встреча с Махатмой Ганди в 1931 году так вдохновила Фудзии, что он решил посвятить свою жизнь пропаганде не-насилия. В 1947 году он начал строительство Ступ Мира — хранилищ мира по всему свету.
Первые пагоды были возведены в Хиросиме и Нагасаки в память о ядерной бомбёжке этих городов.
К 2000 году было построено восемьдесят ступ по всему миру: в Европе, США, Азии.

## Азия

### Дхаулигири, Бхубанешвар, Орисса, Индия
Дхаулигири Шанти Ступа (Пагода Мира) была построена близ Бхубанешвара (штат Орисса, Индия) в течение двухлетнего периода и была открыта 8 ноября 1972 года. Она была учреждена Шри Нанда Нитьи Канунго, губернатором штата Бихар, под духовным руководством Нитидацу Фудзии («Фудзии Гуруджи́»), монахи которого помогли построить Ступу.

## Европа

### Лондон, Англия
Ступа Мира в Лондоне была подарена городу Орденом Ниппондзан Мёходзи и завершена в 1985 году на южной стороне Темзы в Баттерси парке. Разрешение на строительство было последним законодательным актом Совета Большого Лондона.

### Милтон-Кинс, Англия
Пагода Мира в Милтон-Кинс была завершена в 1980 году у западной кромки озера Уиллен в Уиллен, Милтон-Кинс. Эта Ступа Мира стала первой в западном мире.. Поблизости существует храм и монастырь Ордена Ниппондзан Мёходзи.